# Blue Star Delos
Il Blue Star Delos è un traghetto appartenente alla compagnia di navigazione Blue Star Ferries.

## Servizio
Varato il 20 novembre 2010 nel cantiere navale Daewoo Shipbuilding & Marine Engineering Co. Ltd di Okpo con il nome di Blue Star Delos e consegnato il 18 ottobre 2011 alla greca Blue Star Ferries, giunge il 9 novembre successivo a Il Pireo. Il 15 novembre prende servizio nei collegamenti tra Il Pireo, Paro, Nasso, Io e Santorini, dove opera tutt'oggi. 

## Navi gemelle
- Blue Star Patmos